# Wilhelm Jünemann

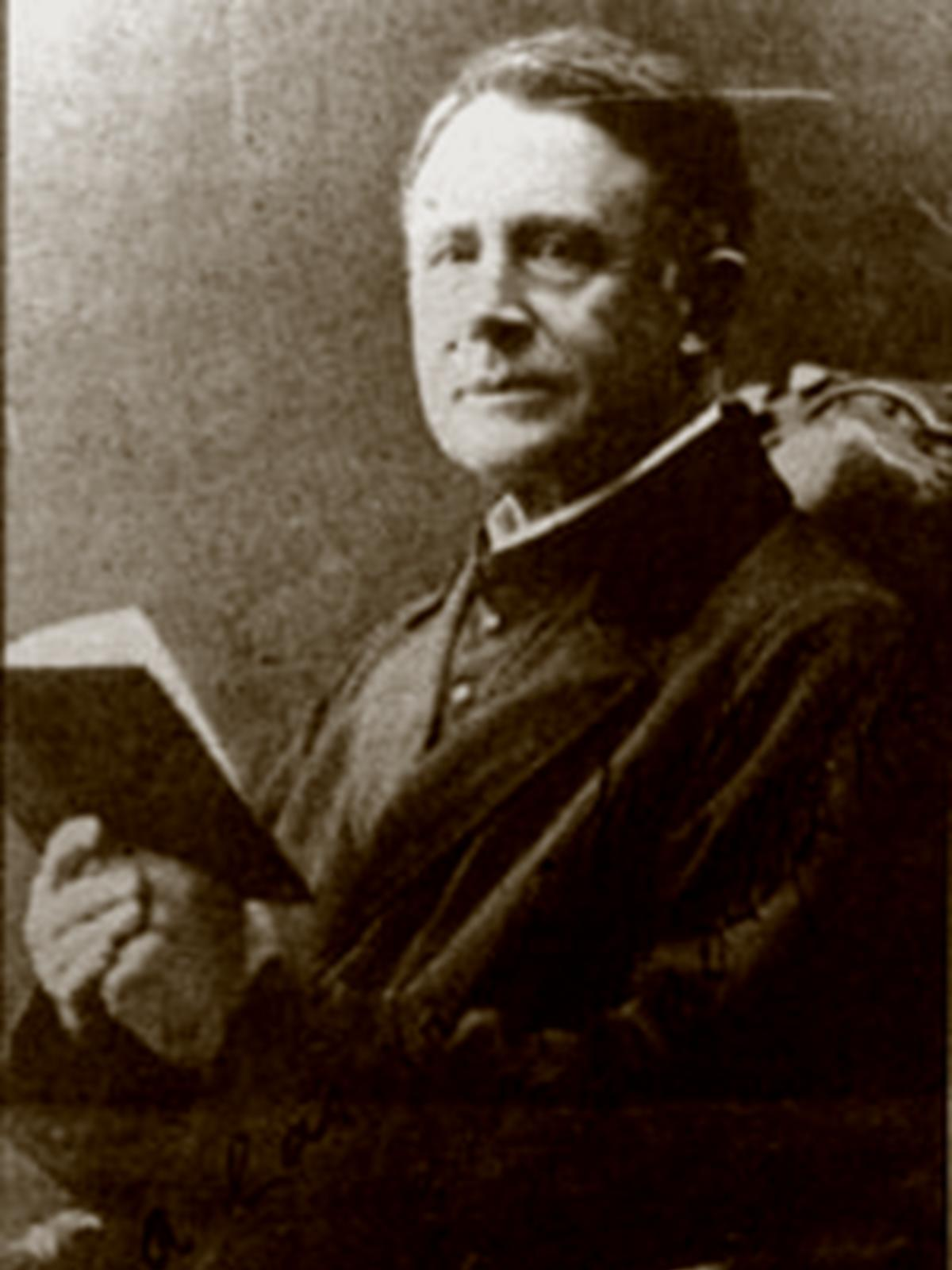
Wilhelm Jünemann (1938)

Wilhelm Jünemann Beckschäfer (* 28. Mai 1855 in Welver; † 21. Oktober 1938 in Tomé) war ein deutsch-chilenischer römisch-katholischer Priester, Schriftsteller, Hellenist, Philologe, Literaturkritiker und Übersetzer. Berühmt wurde er als Autor der Jünemann-Bibel, der ersten vollständigen Bibelübersetzung in Lateinamerika und der ersten auf Spanisch aus Amerika, zusätzlich zur ersten spanischen Übersetzung der Septuaginta.

## Leben
Wilhelm Jünemann wurde in Welver, einer Gemeinde in Westfalen, als eines von vier Kindern aus der Ehe von Friedrich Jünemann und Christina Beckschäfer geboren. Als Achtjähriger wanderte er mit seiner Familie in den Süden Chiles aus. Die Familie ließ sich in der Hafenstadt Puerto Montt nieder. Nach der Grundschulzeit zog er nach Santiago de Chile um, um das Colegio San Ignacio, eine Jesuitenschule, zu besuchen. In der chilenischen Hauptstadt wurde er im Alter von 16 Jahren von Ignacy Domeyko, dem damaligen Rektor der Universität von Chile, für seine Kenntnisse und Beherrschung der lateinischen Sprache ausgezeichnet. Zwei Jahre später trat er in das Konzilseminar von Concepción ein und wurde 1880 zum Priester geweiht.
In dieser Stadt, der heutigen regionalen Hauptstadt von Biobío, begann er mit den Bibelübersetzungen. 1928 erschien seine Übersetzung des Neuen Testamentes. Sein Hauptwerk ist La Sagrada Biblia. Versión de la Septuaginta al español, in Lateinamerika als „Biblia de Jünemann“ bekannt. Sie legt den Text der Septuaginta zugrunde, den Jünemann wörtlich übersetzte. Die „Biblia de Jünemann“ ist die erste in Lateinamerika erarbeitete Bibelübersetzung ins Spanische, sie erschien erst 54 Jahre nach seinem Tod.
Neben seinen religiösen Werken fertigte er zahlreiche Übersetzungen klassischer Werke der griechischen Literatur an, eine der herausragendsten ist seine Version der Ilias des Homer.
Während seines gesamten priesterlichen Lebens diente er als Kaplan und Pfarrer der römisch-katholischen Kirche in der heutigen Provinz Concepción. 1917 war er einer der prominenten Gäste der Stadt für das erste Treffen mit politischen und kirchlichen Autoritäten, das den Bau einer medizinischen Fakultät für die Gegend anstrebte, aus der die Medizinische Fakultät der Universität Concepción hervorgehen sollte. Am 12. September 1923 wurde er vom Bischof von Concepción, Gilberto Fuenzalida, zum ersten Kaplan der Christkönigskirche von Tomé ernannt. Er starb in dieser Stadt am 21. Oktober 1938.

## Schriften
- Verehrung des Heiligsten Herzens Jesu. 1887.
- Das Wunder von La Dolorosa aus dem Colegio de Quito. 1907.
- Literaturgeschichte. 1907.
- Universelle Anthologie der größten literarischen Genies. 1910.
- Lateinische Schulanthologie. 1912.
- Universalliteratur. 1916.
- Gespräche über Deutschland und den Ersten Weltkrieg. 1918.
- Geschichte der spanischen Literatur und ihrer Anthologie. 1921.
- Übersetzung von Homers Ilias in Versen. Concepción, 1922.
- Literarische Ästhetik. 1924.
- Übersetzung des Neuen Testaments. Concepción, 1928.
- Porträt meiner Mutter: (Cristina Beckschaefer de Jünemann). 1939 (posthumes Werk).
- Mein Weg: Autobiographische Notizen zu meinem kritischen Werk. 1939 (posthumes Werk).
- Übersetzung des Alten Testaments. 1939 (posthumes Werk).